# Коле (Казерта)
Коле је насеље у Италији у округу Казерта, региону Кампанија.
Према процени из 2011. у насељу је живело 23 становника. Насеље се налази на надморској висини од 729 м.